# Eupithecia ridiculata
Eupithecia ridiculata là một loài bướm đêm trong họ Geometridae.